# Мирза Насрулла
Мирза́ Насрулла́ , также известный как Мирза́ Насрулла́-бий и Насрулла́ Кушбеги́ — государственный деятель, верховный кушбеги (второй человек в государстве) Бухарского эмирата в 1910—1917 годах. До 1910 года являлся бе́ком (правителем) Шахрисабза и окружающей территории.

## Биография
Родился в середине XIX века в Бухарском эмирате. Нет точных данных о точном месте рождения Мирзы Насруллы. По одним данным, он родился в Шахрисабзе, по другим данным, в Кармане или в самой Бухаре. Образование получил в медресе. Во время правления Эмира Сеид Абдулахад-хана являлся бе́ком (правителем или наместником) Шахрисабза и окружающей территории. В начале 1910 года был переведён в Бухару, и стал одним из придворных Эмира Сеид Абдулахад-хана. Спустя короткое время, в январе 1910 года в Бухаре произошли беспорядки и столкновения между суннитами и шиитами. Одним из главных виновников этих беспорядков был объявлен тогдашний кушбеги — Астанкул Кушбеги. Он был смещён со своего поста, и на его место был назначен Мирза Насрулла, который принял титул и полномочия кушбеги.
Мирза Насрулла Кушбеги являлся вторым человеком (после эмира) в эмирате, и занимался как внутренней, так и внешней политикой государства. Кроме узбекского и персидского языков, в совершенстве владел русским языком, и благодаря этому, Эмир Сеид Алим-хан часто доверял ему прямые переговоры с властями Российской империи, хотя сам эмир также хорошо владел русским языком. Также ему был доверен надзор над русскоязычными политическими агентами эмирата в Российской империи. Таким образом, Мирза Насрулла выполнял функции премьер-министра, министра иностранных дел, министра внутренних дел и министра внешней разведки.
Мирза Насрулла относился с симпатией к джадидистскому движению, которое распространялось среди большинства интеллигенции эмирата и остальной части Средней Азии. Бухарские джадидисты добивались кардинальных национально-демократических реформ в эмирате. Этим реформам противодействовало весьма влиятельное исламское духовенство эмирата, сам Эмир Сеид Алим-хан, а также власти Российской империи. Эмир Сеид Алим-хан был под давлением консервативного духовенства и российских властей с одной стороны, и джадидистов с другой стороны. 7 апреля 1917 года, после долгих дебатов и противостояний, джадидисты при посредничестве Мирзы Насруллы добились принятия указа о политических и социальных реформах в эмирате. Это было встречено консервативным духовенством с резким гневом и недовольством. Эмир Сеид Алим-хан остался под сильным давлением духовенства и российских властей, и указ фактически не был осуществлён и остался на бумаге. Мирза Насрулла Кушбеги обрёл в глазах духовенства образ сочувствующего по отношению к джадидистам. 15 апреля того же года Эмир Сеид Алим-хан под давлением духовенства и российских властей сместил Мирзу Насруллу с поста кушбеги, и на его место был назначен Низамиддин Урганджи. Кроме того, Мирза Насрулла был лишён почетного поста придворного эмира в Бухаре, и выслан в Насаф (ныне Карши), а всё его нажитое имущество было конфисковано в пользу эмирата. Через короткое время он был переведён из Насафа в Карману.
Спустя почти год, в марте 1918 года в эмирате произошла неудачная попытка государственного переворота большевиками и младобухарцами, известная как «Колесовский поход». Эмир Сеид Алим-хан начал масштабные репрессии против противников его режима, которые ещё проживали в эмирате (большая часть оппозиционеров успела убежать в Туркестанский край Российской империи), и подозревал в попытке переворота в том числе Мирза Насруллу. Он был казнён вместе с 17 членами семьи в Кармане. По некоторым данным, в ходе этих репрессий было убито около 8 тысяч противников эмирского режима, которые не успели покинуть эмират.

## Награды
- Орден Короны государства Бухары
- Орден Благородной Бухары
- Орден Святой Анны 1-й ст.
- Орден Святого Станислава 1-й ст.